# Catherine Ritz
Catherine Ritz es una climatóloga y geógrafa francesa e investigadora sobre la región antártica, conocida por su trabajo sobre las indlandsis y su impacto en la subida del nivel del mar.

## Trayectoria
Ritz obtuvo su máster en física en Francia en 1975. Realizó su investigación de doctorado en 1980 en la Universidad de Grenoble, y presentó su tesis de doctorado en 1992.
Ritz es una climatóloga y geógrafa conocida por sus contribuciones a la investigación del cambio climático. Es investigadora emérita del Centro Nacional para la Investigación Científica (CNRS) de Francia en el Institute de Géophysique de l'Environnement,  (antiguo Laboratoire de Glaciologie et Geophysique de l'Environnement) y también está afiliada a la Université Grenoble Alpes. Su investigación consiste en modelar la evolución de la capa de hielo polar; el uso de modelos 3D para examinar los cambios en las capas de hielo y las plataformas de hielo de la Antártida y Groenlandia; perforación de hielo; e investigación de la isostasia subglacial. Ha publicado más de 70 artículos.
Entre las contribuciones más destacadas de Ritz se encuentra un artículo publicado en la revista Nature en diciembre de 2015. El artículo, basado en una investigación dirigida por Ritz y la climatóloga británica Tamsin Edwards de The Open University, creó modelos basados en datos satelitales para examinar el impacto potencial del colapso del hielo marino antártico en los niveles globales del mar. Utilizando métodos más completos que los utilizados en estudios anteriores, el equipo descubrió que el colapso de las indlandsis de la Antártida, las capas de hielo de la Antártida, tendría graves consecuencias para el aumento del nivel del mar (hasta medio metro para 2100 en un escenario de altas emisiones), pero que los efectos probablemente no serían tan dramáticos como habían predicho otros estudios de alto perfil. El equipo descubrió que el resultado más probable es un aumento del nivel del mar 10 cm para 2100, suponiendo que los gases de efecto invernadero aumenten a un ritmo medio o alto, y que será extremadamente improbable que aumente más de 30 cm.
Ritz también jugó un papel destacado en los esfuerzos internacionales para monitorear el hielo antártico y comprender el cambio climático. Es presidenta del grupo de expertos sobre el equilibrio entre la capa de hielo y nivel del mar del Comité Científico para la Investigación en la Antártida (SCAR); miembro del Programa de Investigación Científica sobre el Cambio Climático Antártico en el siglo XXI del SCAR; y miembro de la Junta Asesora Internacional de Modeladores de Capa de Hielo del equipo BRITICE-CHRONO, que estudia la descomposición de la capa de hielo de influencia marina de la capa de hielo británico-irlandesa.

## Reconocimiento
Rirz recibió el Seligman Crystal de la Sociedad Glaciológica Internacional en 2020 por su trabajo en el modelado de capas de hielo y la investigación del paleoclima.

## Publicaciones seleccionadas
- Ritz, Catherine, Vincent Rommelaere, and Christophe Dumas. "Modeling the evolution of Antarctic ice sheet over the last 420,000 years: Implications for altitude changes in the Vostok region." Journal of Geophysical Research: Atmospheres 106.D23 (2001): 31943-31964.
- Augustin, Laurent, Carlo Barbante, Piers RF Barnes, Jean Marc Barnola, Matthias Bigler, Emiliano Castellano, Olivier Cattani, Catherin Ritz. "Eight glacial cycles from an Antarctic ice core." Nature 429, no. 6992 (2004): 623-628.
- Lemieux-Dudon, Bénédicte, Eric Blayo, Jean-Robert Petit, Claire Waelbroeck, Anders Svensson, Catherine Ritz, Jean-Marc Barnola, Bianca Maria Narcisi, and Frédéric Parrenin. "Consistent dating for Antarctic and Greenland ice cores." Quaternary Science Reviews 29, no. 1 (2010): 8-20.
- Parrenin, F., Remy, F., Ritz, C., Siegert, M. J., & Jouzel, J. (2004). New modeling of the Vostok ice flow line and implication for the glaciological chronology of the Vostok ice core. Journal of Geophysical Research: Atmospheres, 109(D20).